# 34.ª Avenida Suroeste
La 34.ª Avenida Suroeste (Trigesimacuarta Avenida Suroeste) es una vía secundaria del cuadrante suroeste de la ciudad de Managua, Nicaragua. Conecta barrios residenciales con algunas de las arterias principales de la capital, extendiéndose a través de múltiples segmentos.

## Trazado
El primer tramo de la avenida inicia en la Calle Central (Managua) en el barrio Monseñor Lezcano Oeste, cruzando la Pista Las Brisas y extendiéndose hacia el sur. Posteriormente pasa por el Reparto España y conecta con la NIC-2 en las inmediaciones del barrio Jardines de Managua. Otro tramo aparece desde la Pista Juan Pablo II, atravesando la 40.ª Calle Suroeste hasta terminar en la Pista Suburbana en la zona de Memorial Sandino.

## Intersecciones principales
- Calle Central (Managua) – Vía de entrada desde el oeste
- Pista Las Brisas – Intersección clave en zona comercial
- 10.ª Calle Suroeste – Cruce en zona residencial
- NIC-2 – Carretera nacional con alto tráfico
- Pista Juan Pablo II – Vía rápida perimetral
- Pista Suburbana – Límite sur en zona de expansión urbana

## Barrios que atraviesa
- Monseñor Lezcano
- Reparto España
- Jardines de Managua
- Memorial Sandino

## Coordenadas
12°8′5″N 86°16′5″O / 12.13472, -86.26806